# 吳澤成
吳澤成（1945年12月15日—）臺灣政治人物，生於宜蘭縣礁溪鄉四城，無黨籍。曾任行政院政務委員兼行政院公共工程委員會主任委員、宜蘭縣代理縣長與副縣長，並且為最後一任臺灣省政府主席。

## 生平
吳澤成是基層公務員出身，國立中央大學營建管理研究所碩士，具公共工程專業背景，曾任基隆市政府工程局局長、臺灣省政府住都局工務處長、臺北縣政府工程局局長、臺北縣副縣長、宜蘭縣代理縣長等職。
吳曾於蘇貞昌內閣出任行政院政務委員兼行政院公共工程委員會主委。2009年林聰賢任宜蘭縣長時，吳澤成出任其副手。
2017年2月，林聰賢升任中央政府行政院農業委員會主委後，吳澤成代理宜蘭縣長一職。同年11月3日，行政院宣布吳澤成升任政務委員兼臺灣省政府主席，並由前高雄市副市長、台灣中油董事長陳金德代理宜蘭縣縣長職務，11月23日再兼任行政院公共工程委員會主委。2018年7月，行政院宣佈省政府組織移交中央，吳澤成因而卸任臺灣省主席，亦為至今最後一位臺灣省主席。

## 榮譽

### 中華民國勳章獎章
- 二等景星勳章（2024年5月14日於總統府頒授）[8]

## 外部連結
- 吳澤成的Facebook專頁

| 中華民國政府職務 | 中華民國政府職務                                                            | 中華民國政府職務                   |
| ---------------- | --------------------------------------------------------------------------- | ---------------------------------- |
| 行政院           |                                                                             |                                    |
| 前任： 郭瑤琪    | 行政院公共工程委員會主任委員（首次） 第六任 2006年1月25日－2008年5月20日    | 繼任： 范良銹                      |
| 前任： 吳宏謀    | 行政院公共工程委員會主任委員（再次） 第十三任 2017年11月23日－2024年5月20日 | 繼任： 陳金德                      |
| 宜蘭縣政府       |                                                                             |                                    |
| 前任： 林聰賢    | 宜蘭縣縣長 代理 2017年2月7日－2017年11月6日                                 | 繼任： 陳金德（代理） 正任：林姿妙 |
| 臺灣省政府       |                                                                             |                                    |
| 前任： 許璋瑤    | 臺灣省政府主席 第二十五任 2017年11月7日－2018年6月30日                      | 末任                               |